# Computador Harwell

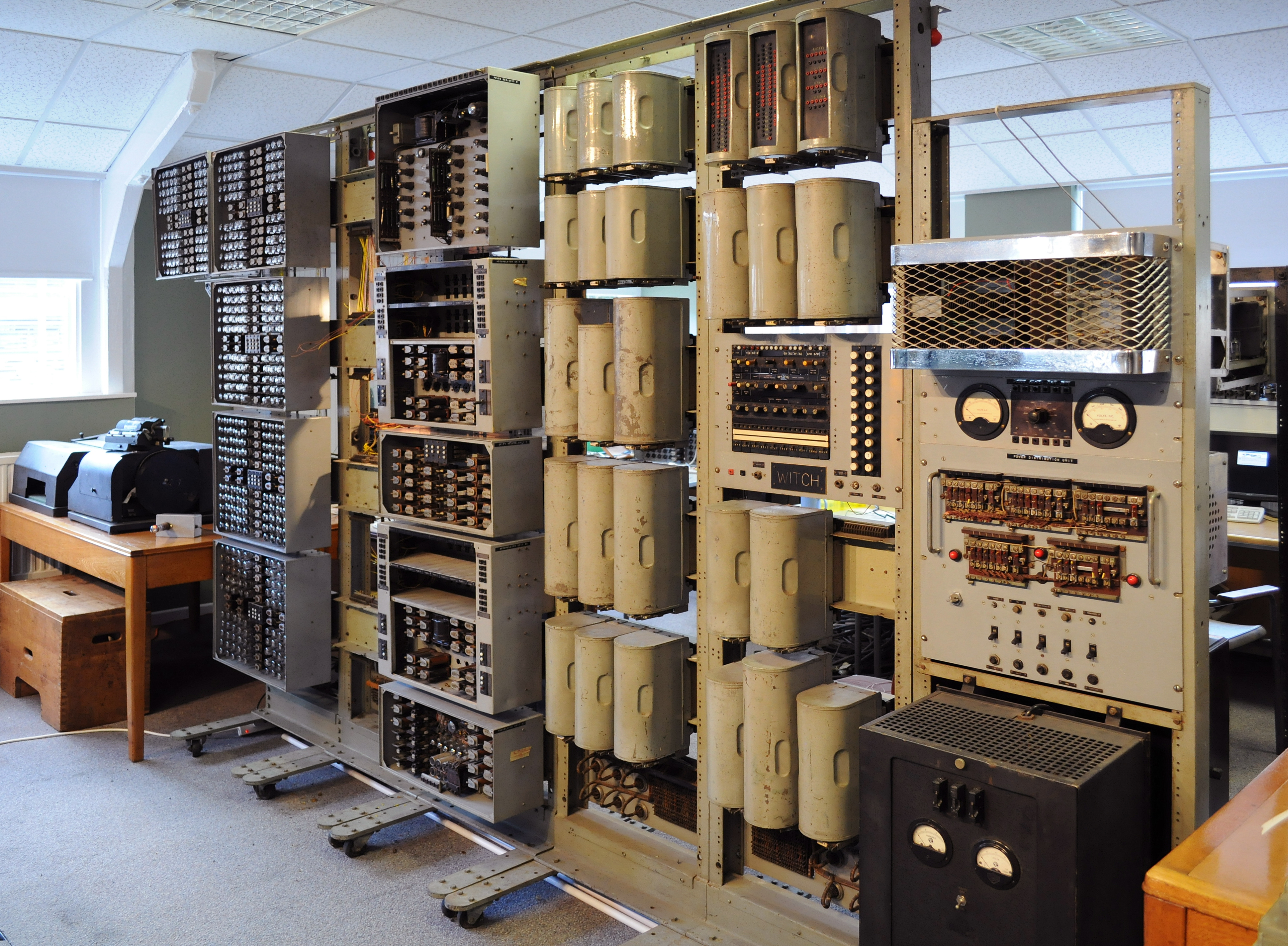
O computador sob restauro

O computador Harwell, mais tarde conhecido como Wolverhampton Instrument for Teaching Computing from Harwell (WITCH), ou Harwell Dekatron Computer, é o computador mais antigo em funcionamento, tendo sido criado em 1951.
Entre 2009 e 2012 a máquina foi restaurada no Museu Nacional de Computação, tendo sido descrito como o mais antigo e original processador de dados computacional no mundo. O museu espera que o  computador, baseado num dekatron, venha ser utilizado no ensino sobre computação para crianças.